# Amblyaspis peterseni
Amblyaspis peterseni är en stekelart som beskrevs av Peter Neerup Buhl 1997. Amblyaspis peterseni ingår i släktet Amblyaspis och familjen gallmyggesteklar. Inga underarter finns listade i Catalogue of Life.